# John Carta
(J.D. Walker gennaio 2008)
Giovanni Carta, meglio conosciuto come John Carta (Alghero, 7 gennaio 1946 – Sacramento, 29 settembre 1990), è stato un aviatore e paracadutista italiano naturalizzato statunitense.

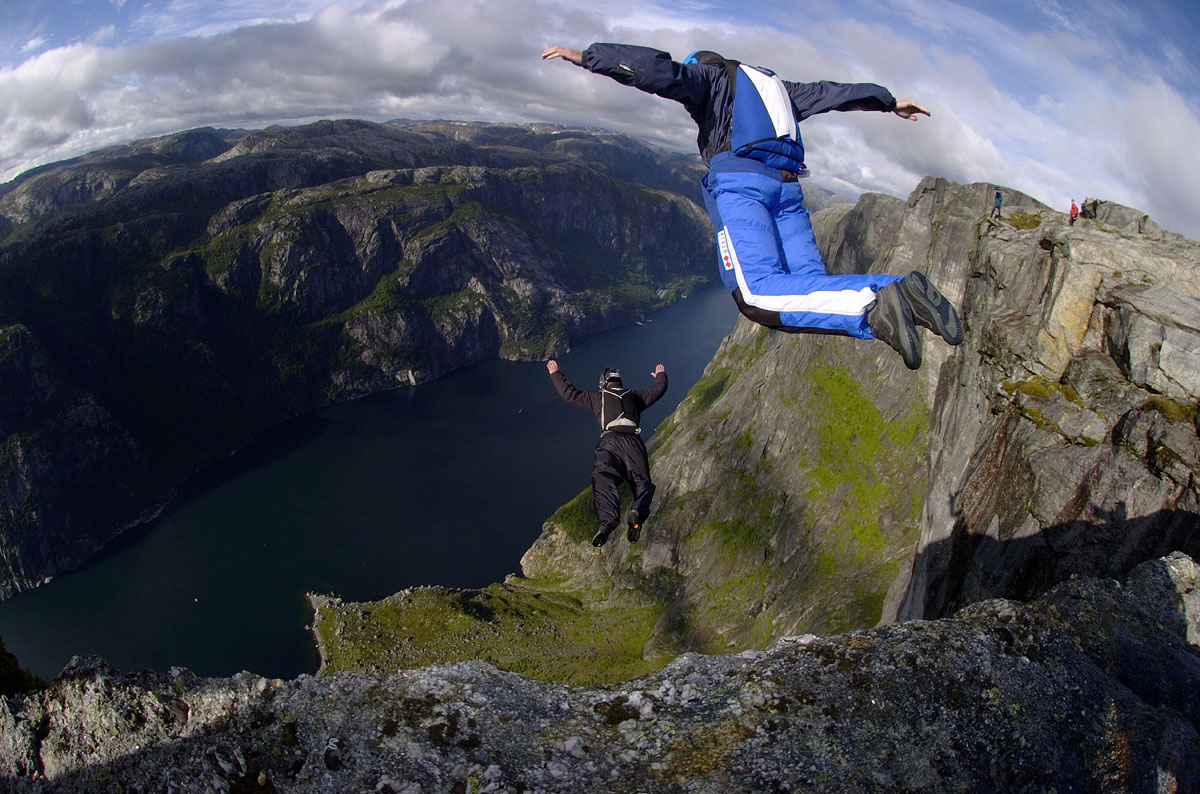
B.A.S.E. Jumping da un picco roccioso

Soprannominato the Birdman ("Uomo uccello"), era pilota di elicottero e aeroplano. È stato un pioniere del B.A.S.E. jumping. Reduce decorato della guerra del Vietnam per le missioni a bordo dell'elicottero Bell UH-1 Iroquois, sperimentò alcune speciali alette, chiamate bat wings, che permettono il prolungamento della caduta con volo semi-orizzontale.

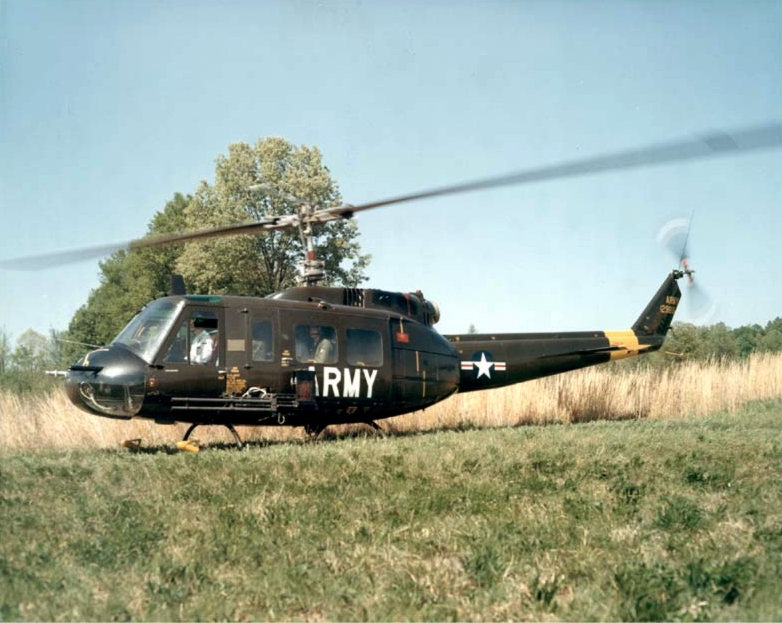
L'elicottero Bell UH-1 "Huey" utilizzato nella guerra del Vietnam con cui John partecipava alle missioni di salvataggio

## Biografia
Da Alghero, sua città di origine, si trasferì a 12 anni negli Stati Uniti dove visse con una zia che morì però di lì a poco, lasciandolo completamente solo. Dall'età di 14 anni fu costretto a fare lavori d'ogni genere per sopravvivere.
Negli anni '60 si arruolò volontario nell'Esercito degli Stati Uniti, entrando nei corpi speciali come paramedico e inviato in Vietnam, dove rimase due anni dal 1967 al 1969. Specializzato in aerotrasporti e pilota di elicotteri Bell UH-1 Iroquois, portò a termine missioni di salvataggio e venne decorato con la Croce di guerra al valor militare.
Una volta in congedo, come molti reduci, ebbe difficoltà di inserimento e dovette adattarsi a lavorare come operaio. In seguito si mise in proprio con una impresa di carpenteria. Tornò anche a pilotare un elicottero, portando turisti in escursione sui cieli di Manhattan.
Il 16 agosto 1990, durante un lancio dall'American President building di Oakland, il suo paracadute si aprì solo parzialmente e Carta subì fratture in varie parti del corpo. Il 29 settembre del 1990 durante un air show, ancora infortunato e ingessato, accettò di prender parte a un volo dimostrativo con un aereo bimotore della seconda guerra mondiale Lockheed P2V Harpoon presso Sacramento, in California. Il pilota, probabilmente inesperto, durante una esibizione acrobatica, per un errore di manovra fece andare in stallo l'aereo, che precipitò disintegrandosi nel Clear Lake. Con lui morirono sul colpo tutte le altre sei persone a bordo. Il corpo di John Carta venne recuperato dai sommozzatori dopo due giorni di ricerche.

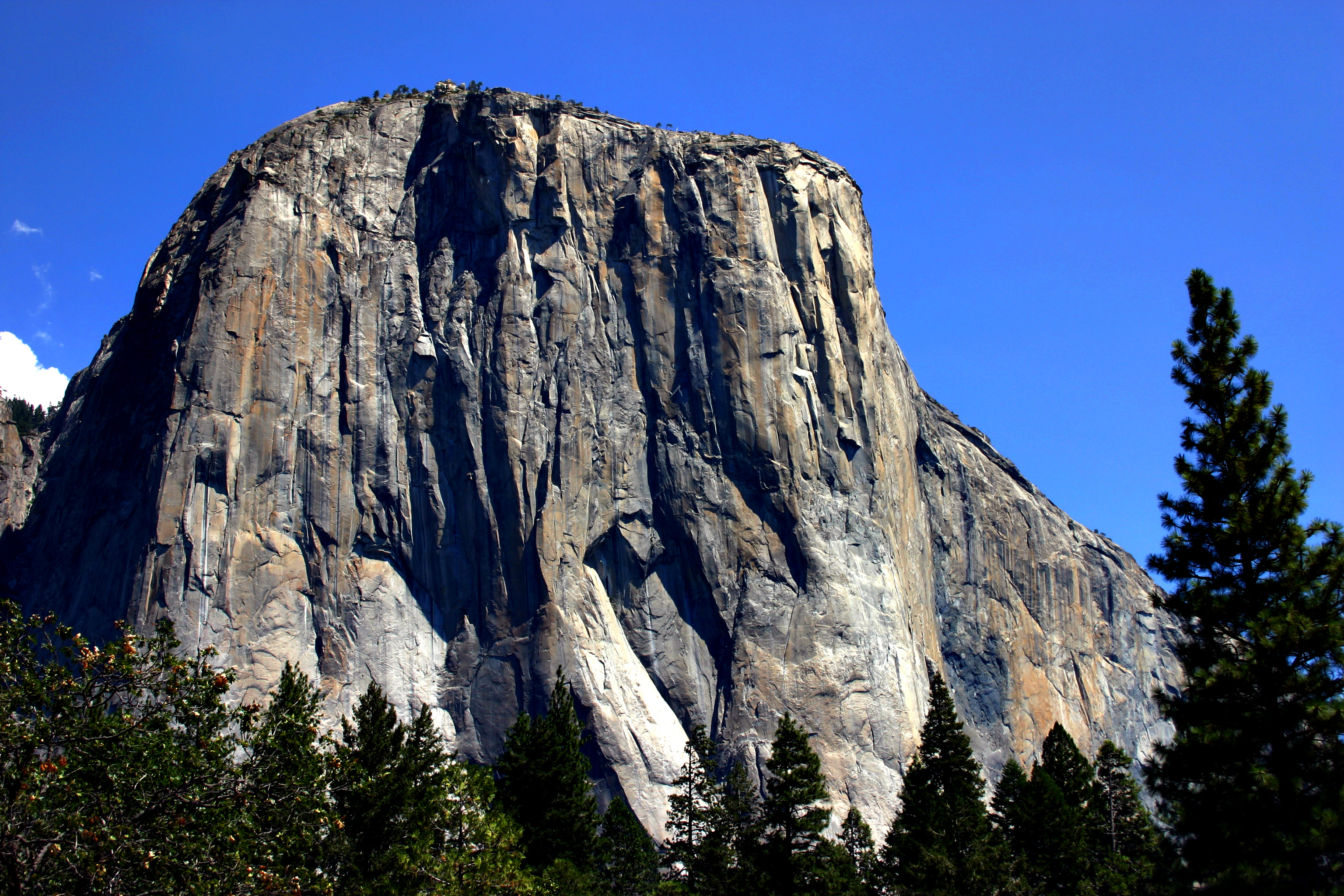
L'imponente massiccio di El Capitan dove sono state sparse parte delle ceneri di John the Birdman

Dopo i funerali di Stato le sue ceneri vennero trasportate in Italia e deposte presso il cimitero di Alghero; una parte fu sparsa dall'amico Jonathan Bowlin durante un lancio presso El Capitan nel parco nazionale di Yosemite. Anche Bowlin morì poi il 9 maggio 1993 durante un lancio.

## Paracadutista estremo

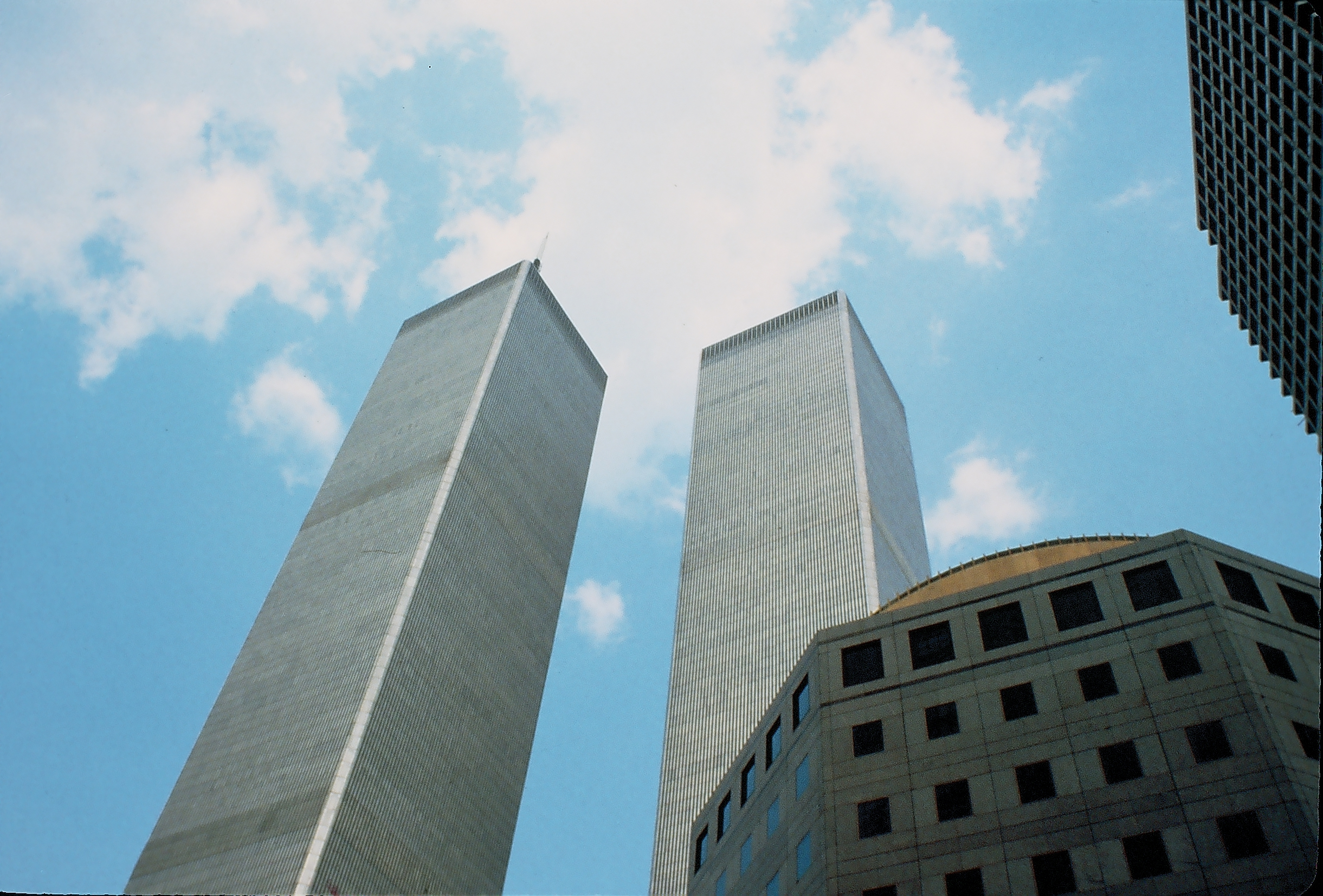
Le Twin Towers di New York dove John the Birdman per primo atterrò sul tetto della torre sud

Il 10 settembre 1981 fu il primo uomo ad atterrare con un paracadute sul tetto della Torre Sud del World Trade Center, guadagnandosi la prima pagina del New York Post. I poliziotti che lo arrestarono gli comminarono una multa di 50 dollari per paracadutismo illegale. Si lanciò atterrando nei pressi del World Trade Center anche nel 1987.
Nel 1982 atterrò su una delle torri del ponte di Verrazzano: lanciatosi da un velivolo sul pilone del ponte, abbandonò il paracadute principale per poi rilanciarsi con quello secondario fino a tuffarsi nel fiume sottostante. Anche in questa occasione venne arrestato.
Nel 1984 ideò e costruì una rampa sul viadotto di uno dei ponti del Gran Canyon in Arizona e compì un salto nel vuoto da una altezza di circa 250 metri a bordo di una motocicletta.

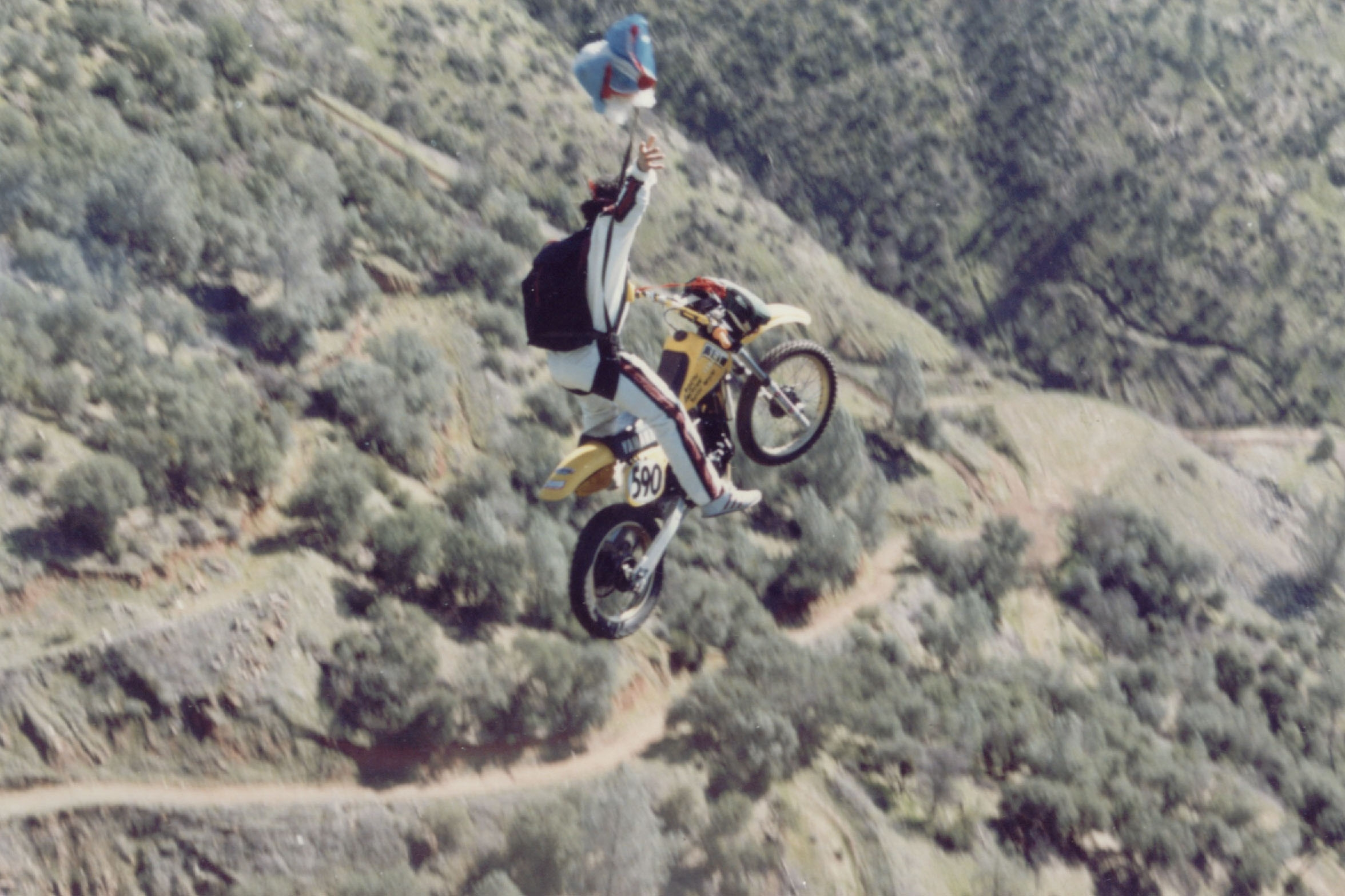
John Carta si lancia con la moto dal ponte sul Grand Canyon

In seguito si lanciò sia da elicotteri, sia da aerei su edifici in varie città del mondo, si lanciò inoltre da ponti o sommità di alti edifici, tra i quali la Torre di Pisa, con speciali paracadute ad ala da lui progettati e una tuta di lancio con superfici incrementate con ampie parti in stoffa sagomata tra le gambe e le braccia. Tra le varie imprese quella di essere stato il primo ad atterrare sulla sommità di una mongolfiera.
Nel marzo del 1987 si lanciò dal George Washington Bridge tuffandosi nel fiume Hudson, con l'obiettivo di filmare l'impresa e vendere il video a un'emittente televisiva.

## Riferimenti nella cultura di massa
La canzone del musicista britannico David Sylvian Jean The Birdman del 1993 è ispirata alla vicenda di Giovanni Carta.

### Filmografia
- Media Source Entertainment, Sky Circus: The Aerial Stunts of John "Birdman" Carta, 1987 (documentario). Media Source Entertainment, Programming Archiviato il 12 giugno 2009 in Internet Archive., url consultato il 3 novembre 2011.